# Marie Thérèse de Jésus (Gonzalez-Quevedo)
Pour les articles homonymes, voir Marie Thérèse de Jésus (homonymie).
Marie-Thérèse de Jésus ((es) María Teresa de Jesús) (1930-1950), née María Teresa González-Quevedo y Cadarso, est une religieuse carmélite de la Charité espagnole reconnue vénérable par l'Église catholique.

## Biographie
Marie-Thérèse González-Quevedo y Cadarso est née à Madrid le 14 avril 1930. Son père, Calixto González Quevedo est un médecin connu et respecté dans la capitale. Sa mère, María del Carmen Cadarso y González, est la nièce de l'amiral Luis Cadarso y Rey (es). La famille habite une grande maison du centre de Madrid, en face du Palais royal de Madrid.
Plusieurs de ses oncles et tantes sont religieux. Elle compte ainsi dans sa famille un jésuite et plusieurs carmélites en plus de prêtres. Durant la Guerre civile Espagnole (1936-1939), sa famille quitte Madrid pour se réfugier dans le village natal de ses parents. Si sa famille échappe aux persécutions, trois de ses oncles sont tués. Après la guerre, sa famille retourne s'installer dans la capitale.
En 1944, elle se consacre à Notre-Dame dans la « Congrégation mariale ». Quelques mois plus tard, elle demande à la Vierge Marie de lui donner la vocation religieuse. A 17 ans, elle est admirée et courtisée par de nombreux garçons. Mais la jeune fille abandonne tout pour entrer au couvent des carmélites de la Charité. Ses hagiographes racontent que la veille de son entrée au Carmel, elle demande à la Vierge Marie « un dernier cadeau avant de quitter le monde » (laïque). Et le lendemain matin, la ville de Madrid est recouverte d'un manteau neigeux, alors que la veille au soir le ciel était parfaitement clair. La jeune fille entre au couvent, accompagnée par son père et son frère, le 28 février 1948.
Au cours de son noviciat, elle lit le livre biographique de Thérèse de Lisieux, Histoire d'une âme, qui la marque beaucoup et renforce son amour pour la Sainte Vierge. Sa soif de voir « sa mère du ciel » grandit et elle déclare être sûre de la voir très vite (en 1950, elle n'a pas 20 ans),.
Le 18 janvier 1950, sœur Marie-Thérèse ressent une vive douleur dans la tête. La supérieure, Mère Maestra, décide d'appeler son père (qui est médecin), bien qu'elle ne s'inquiète pas sérieusement pour la santé de sa novice. Mais le Dr Quevedo diagnostique une méningite tuberculeuse qui ne laisse aucun espoir à la jeune carmélite. Compte tenu de son état de santé, elle est autorisée à prononcer ses vœux avant de terminer son noviciat, ce qu'elle fait.
Marie-Thérèse meurt dans la nuit du 8 avril 1950,, à quelques jours de son vingtième anniversaire.

## Béatification
Son procès en béatification est ouvert en 1954.
Le jeune âge de la candidate à la béatification, ainsi que son peu de temps au couvent (à peine deux années) ont été relevés, lors de son procès, comme un « obstacle possible » à sa béatification. Le postulateur a argumenté et amené l’Église catholique à approfondir « la question du jeune âge comme temps d'exercice des vertus héroïques (trop court) et comme maturité insuffisante ».
Le 9 juin 1983, le pape Jean-Paul II reconnaît l'héroïcité de ses vertus, et la déclare vénérable. Un procès diocésain sur la reconnaissance d'un miracle a été réalisé et s'est terminé en mai 1997. Le processus de béatification est toujours en cours.